# 毡毛单囊壳
毡毛单囊壳（学名：Sphaerotheca pannosa）是属于白粉菌目白粉菌科单囊壳属的一种真菌，寄生在蔷薇科植物上。该种分布于中国、日本、丹麦、厄瓜多尔、比利时、西班牙、匈牙利、俄罗斯、法国、波兰、英国、罗马尼亚、美国、挪威、荷兰、葡萄牙、奥地利、意大利、塞浦路斯、瑞士、瑞典、澳大利亚、德国等地。